# 中国有人宇宙飛行計画
中国有人宇宙飛行計画（ちゅうごくゆうじんうちゅうひこうけいかく）は中華人民共和国において1992年から正式に始まった有人宇宙飛行計画である。初期の目標は宇宙飛行士を宇宙に送ることで、将来的には恒久宇宙ステーションの建設及び月探査を含む。
中国有人宇宙飛行計画の第一歩は宇宙に行くことであり、宇宙軌道を飛ぶ宇宙船を神舟号と名づけた。最多の乗員は3名。宇宙船は長征2号ロケットにより宇宙に送られる。
2020年代の中国初の独自宇宙ステーション完成を目指し、2011年9月29日に軌道上実験モジュールの「天宮1号」が打ち上げられた（天宮計画）。2011年10月31日には無人宇宙船神舟8号が打ち上げられ、11月3日に天宮1号とドッキング実験を行い同月17日、地球に帰還した。2012年の神舟9号から有人宇宙船とのドッキングをおこなっている。最終的に2021年に天和コアモジュールが、2022年に残る二機の実験モジュールが打ち上げられ、中国宇宙ステーションの建設が完了した。

## 実績
- 1999年11月21日 - 神舟1号打ち上げ
- 2001年1月10日 - 神舟2号打ち上げ
- 2002年3月25日 - 神舟3号打ち上げ
- 2002年12月30日 - 神舟4号打ち上げ
- 2003年10月15日 - 神舟5号打ち上げ。楊利偉宇宙飛行士を宇宙へ初めて送った。
- 2005年10月12日 - 神舟6号打ち上げ。費俊龍と聶海勝の2人の宇宙飛行士を規定の軌道へと送った。
- 2008年9月25日 - 神舟7号打ち上げ。翟志剛、劉伯明、景海鵬の3人の宇宙飛行士を軌道上へ送り、翟志剛は宇宙遊泳に成功した。
- 2012年6月16日　- 神舟9号打ち上げ。景海鵬、劉旺、劉洋（女性）の3人宇宙飛行士を軌道上へ送った。初めて天宮1号とドッキングした。
- 2013年6月11日 - 神舟10号打ち上げ。聶海勝・張暁光・王亜平（女性）の3人が搭乗して周回飛行をおこない、天宮1号ともドッキングした。
- 2016年10月17日 - 神舟11号打ち上げ。景海鵬・陳冬の2人が搭乗、天宮2号にドッキングの上、約1ヶ月間宇宙に滞在した。

## 関連計画
中国で初めて有人飛行が行われた後、月探査計画の嫦娥（じょうが）計画が展開されている。2007年10月と2010年10月に嫦娥1号と嫦娥2号が打ち上げられ、月周回軌道から月面探査を行った。2013年12月に打ち上げられた嫦娥3号は軟着陸に成功し（旧ソ連・アメリカに次いで世界で3か国目）、無人月面車の「玉兎号」も稼働して探査をおこなった。2019年1月の嫦娥4号では、世界の宇宙開発史上初めて月の裏側への軟着陸に成功している。2020年には嫦娥5号によるサンプルリターンに成功した。今後は有人月面着陸と月面基地の建設を目指している。これらはさらに遠い星の探査に向けての準備でもある。